# Иннокентий III (антипапа)
Иннокентий III (лат. Innocentius Tertius, в миру — Ланцо; умер 1180) — антипапа с 1179 по 1180 год, в период понтификата папы Александра III.

## Биография
Ланцо из Сеццы был избран папой в 1179 году небольшой группой оппозиционеров, отказавшихся признавать Александра III. Он обосновался недалеко от Рима в маленькой крепости, которую получил от своего брата антипапы Виктора IV. Через несколько месяцев после избрания Иннокентий III отказался от тиары и вскоре в том же 1180 году скончался в монастыре Ла-Кава, в который он был заключён по приказу Александра III.